# Pandemia de gripe A (H1N1) de 2009-2010 en Puerto Rico
La pandemia de gripe A (H1N1), que se inició en 2009, llegó a Puerto Rico el 26 de mayo del mismo año cuando se confirmó el primer caso de esta pandemia en la isla. El 13 de julio de 2009, el Gobierno de Puerto Rico preparó a la isla para combatir la posible expansión de la gripe A (H1N1), tras confirmarse oficialmente la primera muerte por el virus, siendo la víctima un hombre de 27 años que falleció en el área metropolitana de San Juan.
El gobernador Luis Fortuño confirmó en conferencia de prensa la primera muerte en Puerto Rico directamente atribuida al contagio por la gripe A (H1N1), por lo que anunció que se elevaría de 4 a 5 el nivel de alerta en la isla.

El 15 de julio de 2009, el gobernador Luis Fortuño confirmó la segunda muerte en la isla relacionada con el virus H1N1 en una conferencia de prensa, en la cual insistió en la prevención como forma de evitar la expansión de la enfermedad. A la misma vez se investigaban otras 8 muertes sospechosas de la gripe A (H1N1).
Las autoridades sanitarias de la isla reportaron el 17 de julio de 2009 la tercera muerte por la gripe A (H1N1), además de 52 casos confirmados y otros ocho decesos sospechosos. También las autoridades informaron que en Puerto Rico se producían aproximadamente 400 contagios por día, y de una a dos muertes.
Mientras la gripe seguía avanzando en la isla (llegando a 52 casos confirmados y más de 600 casos probables) el número de víctimas subió el 19 de julio de 2009 a 6, y otras 17 seguían bajo investigación.
Se confirman 130 de 1674 casos probables con 25 posibles muertes el 28 de julio de 2009. Las muertes en Puerto Rico seguían aumentando hasta llegar a 10, y los casos de gripe confirmados aumentaron a 143 el 30 de julio de 2009.
Hasta el 10 de marzo de 2010 (fecha de la última actualización), la isla de Puerto Rico confirmó 908 casos y 60 muertes por la gripe A (H1N1).